# Marshallgraben

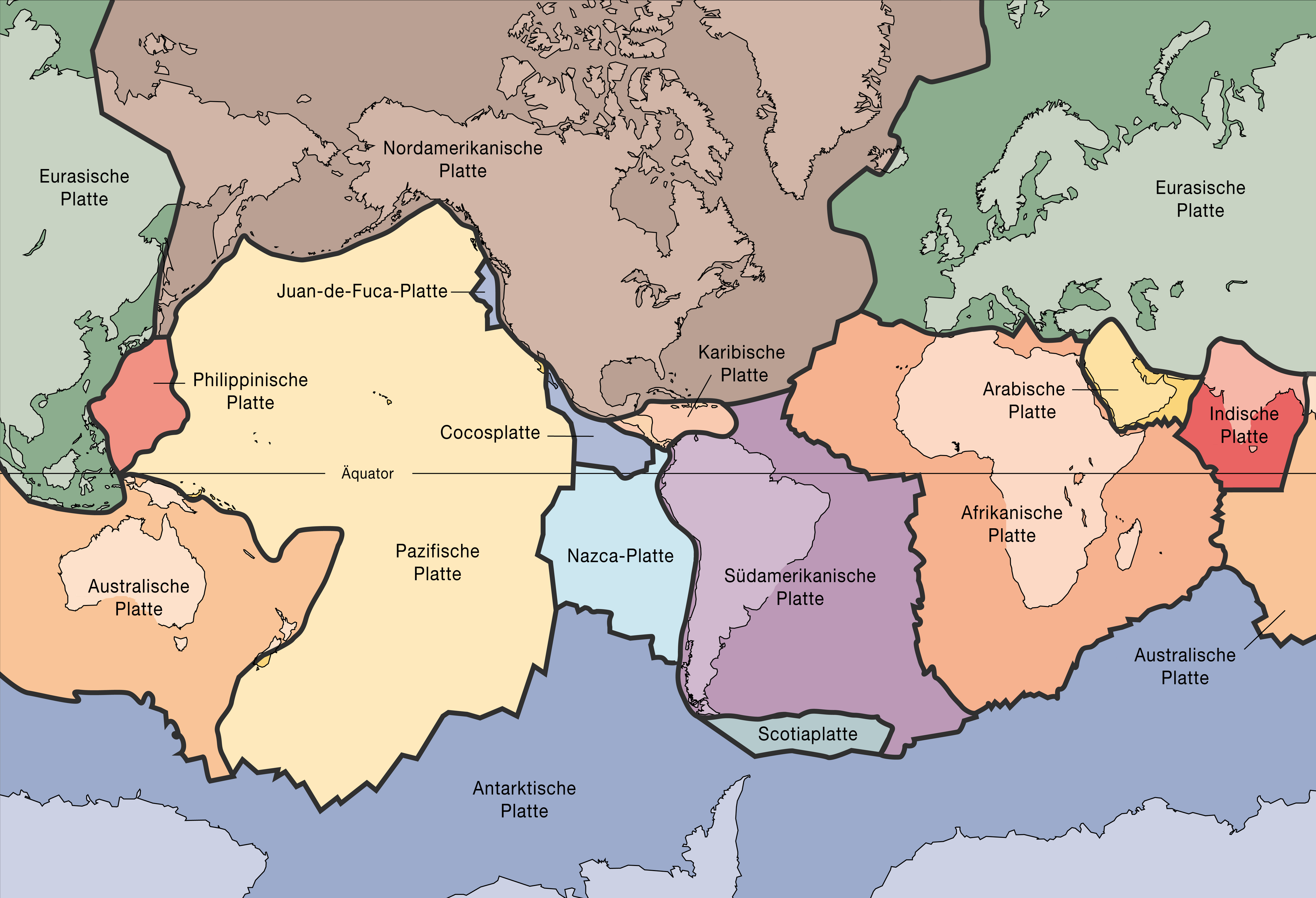
Tektonische Platten mit Kontinenten im Hintergrund

Der Marshallgraben ist eine bis 7315 Meter tiefe und 500 Kilometer lange Tiefseerinne im westlichen Zentrum des Pazifischen Ozeans (Pazifik).

## Geographie
Als Teil des Fanningbeckens liegt er zwischen dem Marcus-Necker-Rücken im Norden, dem Fanningbecken im Osten, den Gilbertinseln im Süden und den Marshallinseln im Westen. Er befindet sich etwa zwischen 5 und 14° nördlicher Breite sowie 175 und 177° östlicher Länge.